# ロシアン・フック
ロシアン・フック（英語: Russian Hook）は、腰の回転を極力使わず、肩を回して打つフックの一種である。主に総合格闘技（MMA）やストリートファイトなどで使用される。ロシアン・フックは和製英語である。

## 概要
総合格闘技にてボクシングのフックを打つと、体の軸を腰を中心に切る必要があるので、そこをタックルに入られてしまうという弱点がある。そこで、相手に対し正面を向いた状態から肩を回し肘を伸ばして拳の裏を当てるように打つことで、この弱点をある程度カバーできる。
ロシアン・フックの名は、この技を得意とした総合格闘家のイゴール・ボブチャンチンがロシア（ソビエト連邦）の格闘技出身であったことから、修斗の創始者である佐山聡によって命名された。なお、ボブチャンチンはロシア人ではなくウクライナ人である。元PRIDEヘビー級王者のエメリヤーエンコ・ヒョードルも使い手として知られる。ヒョードルも国籍はロシアであるが、民族的にはウクライナ人である。